# Polypoetes denigrata
Polypoetes denigrata är en fjärilsart som beskrevs av Erich Martin Hering 1928. Polypoetes denigrata ingår i släktet Polypoetes och familjen tandspinnare. Inga underarter finns listade i Catalogue of Life.